# 트라코마
트라코마(Trachoma, granular conjunctivitis, Egyptian ophthalmia, blinding trachoma)는 클라미디아 트라코마티스라는 박테리아에 의해 발생하는 감염병이다. 눈꺼풀의 안쪽 표면이 거칠어진다. 안구에 고통을 주어 안구 각막이나 바깥 표면을 붕괴시킨다. 치료하지 않고 트라코마의 감염이 반복된 채로 두면 눈꺼풀이 안쪽으로 향할 때 영구적인 실명으로 이어질 수 있다.
전 세계적으로 약 8천만명이 감염되었다. 일부 지역에서는 60-90%의 어린이가 감염되었을 수 있다. 성인들 사이에서는 남성보다 여성에게 더 흔하게 영향을 끼친다. 이 질병은 220만명의 시력 저하의 원인이며, 120만명이 완전히 실명한다. 아프리카, 아시아, 중남미 53개국에서 발병하며, 약 2억 3천만명이 위험에 처해 있다.

## 감염 원인
트라코마를 일으키는 박테리아는 영향을 받는 사람의 눈이나 코와의 직접 접촉 및 간접 접촉으로 인해 퍼질 수 있다. 간접 접촉에는 영향을 받는 사람의 눈이나 코와 접촉한 옷이나 파리를 통한 접촉이 포함된다. 어린이는 성인보다 질병을 더 잘 퍼뜨린다. 위생 상태가 좋지 않거나 붐비는 생활 환경, 그리고 깨끗한 물과 화장실이 충분하지 않으면, 확산이 증가한다. 

## 감염 예방
트라코마를 예방하기 위한 방법은 다음과 같다. 
- 깨끗한 물에 대한 접근성을 개선
- 박테리아로 감염된 사람들의 수를 줄이기 위해 항생제 치료

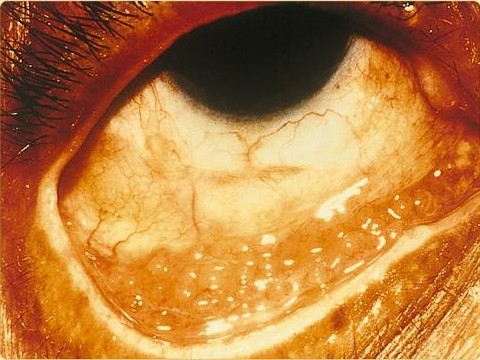
트라코마에 걸린 눈의 모습

## 치료법[5]
- 트라코마는 초기 단계에서 발견하여 철저하게 치료하는 것이 중요하다.
- 주로 테트라사이클린을 의사의 지시대로 투여함으로써 완치된다. 하지만 테트라사이클린은 어린이, 임신부, 수유하는 산모에게는 금지이므로, 이 경우에는 에리트로마이신을 복용 혹은 점안함으로써 대치한다.
- 트라코마 빈발 지역에서는 재감염이 흔히 발생하므로 반복 치료가 필요하다.
- 특히 유아의 경우는 부모가 끈기 있게 치료를 계속시키는 것이 중요하다.
- 가정 내에서 환자가 생겼을 때에는 전염되어 있을 위험이 있으므로 뚜렷한 증세가 없더라도 가족 전원이 진찰을 받도록 한다.